# Margaret Oakley Dayhoff
Margaret Belle (Oakley) Dayhoff (Philadelphie, 11 mars 1925 – Silver Spring Maryland, 5 février 1983) est une bioinformaticienne et chimiste américaine. Elle fut l'une des pionnières dans l'application des méthodes mathématiques et informatiques à la biochimie. Elle a en particulier mis en place les premières grandes bases de données de protéines et d'adn.

### Publications
- (en) Oakley Dayhoff Margaret et Richard V Eck, Atlas of Protein Sequence and Structure: 1967-68, National Biomedical Research Foundation, 1969
- (en) Bruce C. Orcutt, David G. George, J. A. Fredrickson et M. O. Dayhoff, « Nucleic acid sequence database computer system », Nucleic Acids Research, vol. 10, no 1,‎ 1982, p. 157-174
- (en) Margaret Oakley Dayhoff, Winona C. Barker, R. M. Schwartz et Lois T. Hunt, « Data base for protein sequences », dans AFIPS National Computer Conference, 1976, p. 261-266